# Opus reticulatum

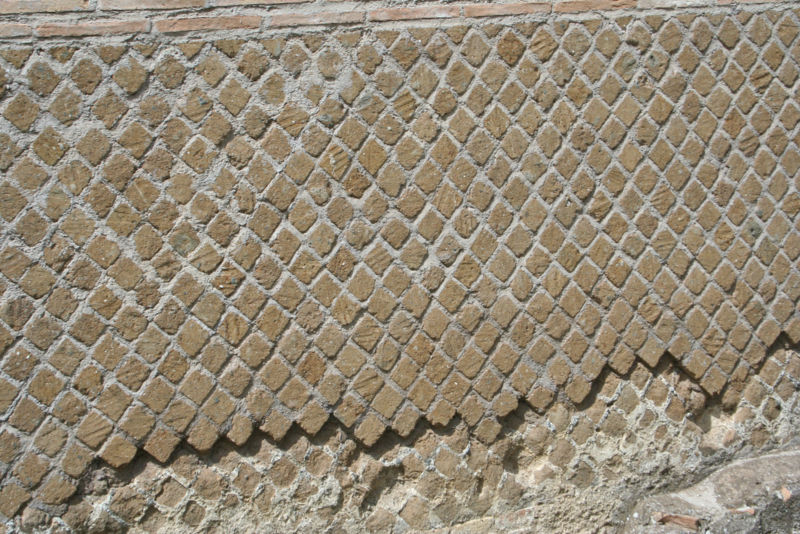
Opus reticulatum usat a la paret exterior de la Vil·la d'Adrià utilitzada com a refugi de l'emperador Adrià a començament del a l'Imperi Romà

L'opus reticulatum (també conegut com a aparell reticulat) és una forma de maçoneria usada a l'arquitectura romana. Es compon de maons de tova volcànica en forma de rombe col·locats al voltant d'un nucli d'opus caementicium, en un angle d'aproximadament 45 graus, de manera que les bases quadrades formen un patró diagonal, i el patró de les línies de morter sembla una xarxa. Reticulatum és un adjectiu llatí que vol dir 'en forma de xarxa', i opus és el terme per a una obra o treball, per això la traducció literal seria 'obra en forma de xarxa'. Aquesta tècnica constructiva es va usar al començament del segle i aC i va seguir sent molt comú fins a l'ús de l'opus latericium, una forma diferent d'aparell constructiu. L'opus reticulatum es va usar com a tècnica al Palazzo Rucellai, una obra mestra del Renaixement a Florència. Tot i ser una habilitat perduda amb la caiguda de l'Imperi Romà, fou redescoberta mitjançant l'arqueologia per Leon Battista Alberti. La forma inicial, en brut, de l'opus reticulatum (que era una millora de l'opus incertum), s'anomena opus quasi reticulatum.